# Christian Prigent

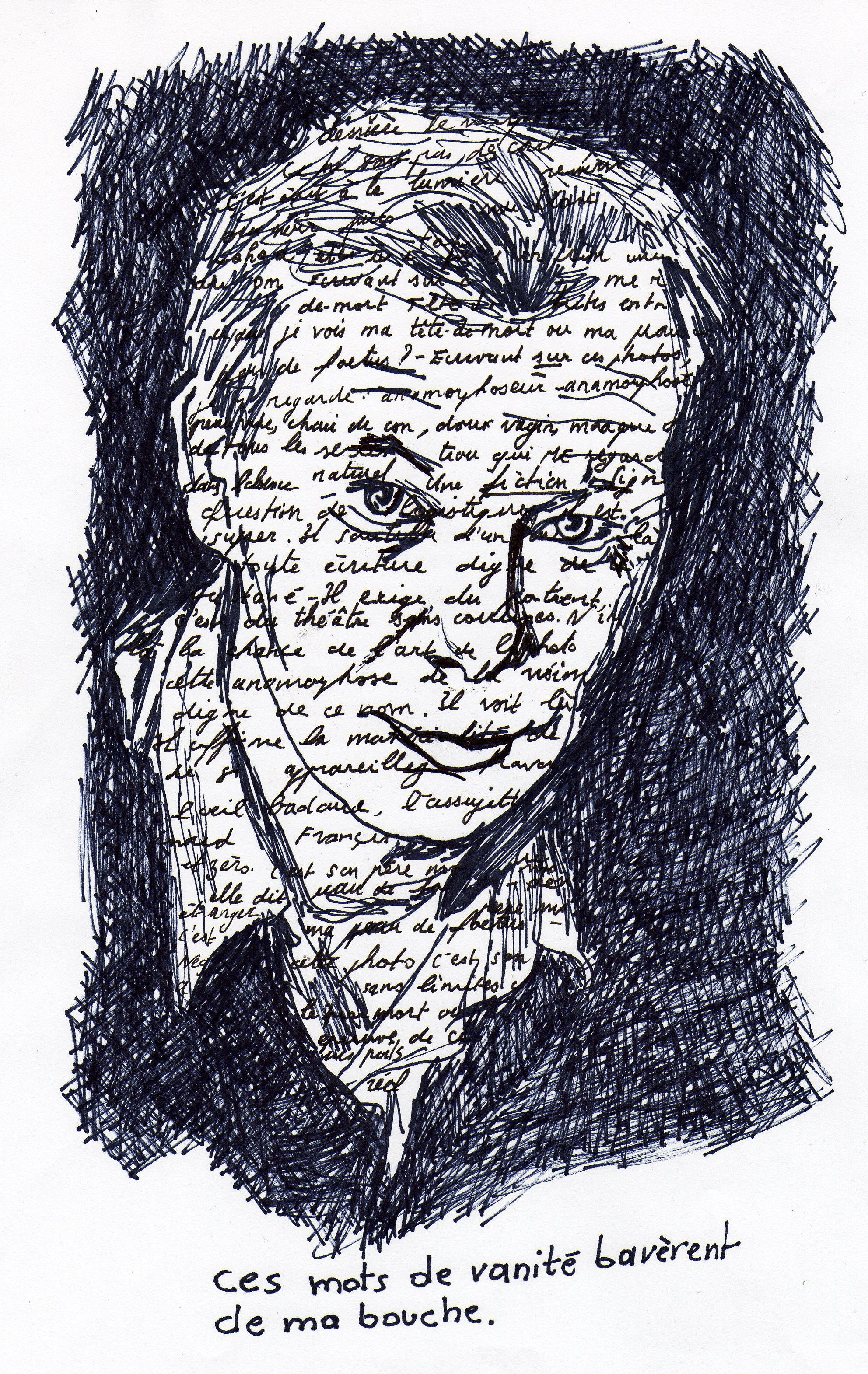
Christian Prigent (2012)

Christian Prigent (* 12. September 1945 in Saint-Brieuc) ist ein französischer Schriftsteller, experimenteller Dichter und Literaturkritiker.

## Leben
Christian Prigent wurde 1945 in Saint-Brieuc geboren. Von 1967 bis 2005 arbeitete er als Sekundarstufenlehrer für Literatur. 1977 promovierte er bei Roland Barthes an der Universität Paris VIII mit einer Dissertation über die Poetik von Francis Ponge. Nach Aufenthalten in Rom (1978–1980) und Berlin (1985–1991) lebt er seit 2007 in seinem Geburtsort in der Bretagne.

## Werk
Durch die Breite und Vielfalt seines Werks ist Christian Prigent seit den 1960er Jahren eine zentrale Figur der literarischen Avantgarde Frankreichs geworden. Als Dichter und Theoretiker begleitet er intensiv die literarischen Entwicklungen seiner Zeit. Kompromisslos fordert er mit Berufung auf Jacques Lacan ein Schreiben, dass sich dem außer ihm befindlichen Realen zu öffnen habe.
So gründete er im Umfeld der von Philippe Sollers von 1960 bis 1982 herausgegebenen Zeitschrift Tel Quel, die eine Plattform des poststrukturalistischen Denkens war, 1969 mit Jean-Luc Steinmetz die Revue TXT, die er bis 1993 leitete. Ab 1977 wurde sie von einer Reihe gleichen Namens flankiert, in der er Werke von als schwierig oder subversiv geltenden Autoren veröffentlichte, darunter u. a. Valère Novarina, Welimir Chlebnikow, Philippe Muray, Jean-Pierre Verheggen oder Christian Prigent selbst.
1996 gründete zusammen mit dem Maler Mathias Pérez, den er 1981 während eines Aufenthalts in der Villa Medici (Rom) kennengelernt hatte, die Literaturzeitschrift Fusées. Im Gegensatz zu TXT propagierte sie nun nicht mehr den Bruch mit literarischen Konventionen, sondern reflektierte das Erbe der literarischen Avantgarden, wobei sich auch hier das Augenmerk auf neue Schreibweisen von Vertretern der neuen literarischen Generation wie Charles Pennequin richtete.
Prigent wirkte auch an zahlreichen weiteren Literaturzeitschriften in Frankreich und im Ausland mit. Seine wichtigsten Bücher erscheinen im Pariser Verlag P.O.L., darunter Gedichtbände, fiktionale Texte und literaturkritische Essays. Teil seines Selbstverständnisses als Autor sind seine performativen öffentlichen Lesungen, so auch am Eröffnungsabend des Internationalen Poesiefestivals 2015 in der Akademie der Künste Berlin.
Im deutschsprachigen Raum sind Texte von Prigent nur vereinzelt in Zeitschriften wie Zwischen den Zeilen, Schreibheft und La mer gelée erschienen. Erst 2014 kam die bislang einzige ins Deutsche übersetzte Einzelpublikation heraus.

## Stil
Als Autor und Essayist tritt Prigent gegen jede Art von Uniformisierung der literarischen Sprache an, gegen das, was er „Kollektivierung der Erfahrungen, des Unbewussten, der Stile“ nennt. Literatur müsse auf alle Stereotypen verzichten und im Sprechen auf die singuläre Erfahrung des eigenen Körpers bauen. Dabei scheut er sich nicht, in seinem Kampf gegen das „Parler faux“ (deutsch Falsches Sprechen) streitbar und ironisch zu provozieren. Was Popularität erzeuge, sei „der Gebrauch einer toten - akademischen und uniformisierenden - Sprache“. Dagegen fordert er mehr als „Kleine stilistische Abweichungen, Skandälchen, Paradoxa für Fernsehdiskussionen - das ist heute die ,mäßige Unanständigkeit‘, ohne die es kein modernistisches Alibi gibt“, sondern eine andere Art der „Unanständigkeit“: „Schreiben ist etwas Anderes: die absolute Unanständigkeit, das, was unangemessen ist und brutale Ex-zentrizität zu einem Gesetz macht.“ Stilistisch führt er die einflussreiche Tradition der poésie sonore (wörtlich: Klangpoesie) eines Bernard Heidsiek fort, die in Frankreich umfassender verstanden wird als die im deutschen Sprachraum so bezeichnete Lautpoesie (französisch poésie phonétique). Verblüffende Klangkombinationen, Wortverschachtelungen und Metaphern kennzeichnen seinen Stil ebenso wie die Verschränkung von Diskursen und die Dekonstruktion und Neuinterpretation klassischer Autoren.

## Auszeichnungen
- 2018: Grand Prix de Poésie für das poetische Gesamtwerk

## Veröffentlichungen

### Lyrik
- La belle journée. 1969.
- Femme dans la neige. 1971.
- La mort de l'imprimeur. 1975.
- Paysage avec vols d'oiseaux. 1982.
- Une élégie. 1983.
- Une leçon d'anatomie. 1990.
- Écrit au couteau. 1993.
- Dum pendiet filius. 1998.
- L'âme. 2000.
- La Vie moderne. 2012.
- Writing the Real: A Bilingual Anthology of Contemporary French Poetry, 2016.
- Les Amours Chino. 2016.

### Prosa
- L'main. 1975.
- Œuf-glotte. 1979.
- Power/Powder. 1977.
- Voilà les sexes. 1981.
- Peep show (un roman en vers). 1984.
- Journal de l'oeuvide. 1984.
- Deux dames au bain avec portrait du donateur. 1984.
- Commencement. 1989.
- Une phrase pour ma mère. 1996.
- Le Professeur. 2001.
- Grand-mère Quéquette. 2003.
- Demain je meurs. 2007.
- Météo des plages (Roman in Versen). 2010.
- Les Enfances Chino (Roman). 2013.

### Essay
- Le Groin et le Menhir (Denis Roche) (Essay). 1977.
- Viallat, la main perdue (Essay). 1981.
- Comme la peinture (Daniel Dezeuze) (Essay). 1983.
- La Langue et ses monstres (Essay). 1989 (korrigierte u. ergänzte Neuauflage 2014).
- Ceux qui merdRent (Essay). 1991.
- Six jours sur le tour (Chronik). 1991.
- Viallat la main perdue (Essay). 1996.
- À quoi bon encore les poètes ? (Essay). 1996.
- Rien qui porte un nom (Essay). 1996.
- Une erreur de la nature (Essay). 1996.
- L'écriture, ça crispe le mou (Buch und Audio-CD). 1997.
- Berlin deux temps trois mouvements (Chronik). 1999.
- Salut les anciens, salut les modernes (Essay). 2000.
- L'Incontenable (Essay). 2004.
- Ne me faites pas dire ce que je n'écris pas: entretiens avec Hervé Castanet (Gespräche). 2004.
- Ce qui fait tenir (Essay/Lyrik). 2005.
- Le monde est marrant (vu à la télé): Chroniques (Chronik). 2008.
- Compile (gelesene Texte). 2011.

### In deutscher Übersetzung

#### In Zeitschriften
- Christian Prigent. In: Norbert Wehr (Hrsg.): Schreibheft (Nr. 22). Rigodon, Essen, 1983. (Reprint bei Zweitausendeins, Frankfurt 1986, ISBN 978-3-8615025-9-3.)
- Christian Prigent: Realer Nullpunkt: Dichtung. In: Urs Engeler (Hrsg.): Zwischen den Zeilen (Heft 13, mit Audio-CD). Urs Engeler, Basel, 1999, ISBN 978-3-9520722-8-8.
- Christian Prigent, übersetzt von Odile Kennel. In: Aurélie Maurin u. a. (Hrsg.): La mer gelée (Heft 5: marges / randgänge), Paris/Berlin, 2008.

#### Einzelpublikation
- Christian Prigent: Die Seele. Übersetzt und herausgegeben von Christian Filips und Aurélie Maurin. roughbooks, Berlin/Solothurn, 2014.